# Чиксереда (футбольний клуб)
Футбольний клуб «Чиксереда» (рум. Asociația Futball Klub Csíkszereda Miercurea Ciuc), відомий також під назвою Чиксереда М'єркуря-Чук — професійний румунський футбольний клуб із міста М'єркуря-Чук, який буде грати в найвищому румунському дивізіоні з сезону 2025—2026 років.
Сучасна назва клубу є поєднанням румунської та угорської назв міста, оскільки в ньому переважають представники етнічної групи секеїв. «Чиксереда» була заснована в 1904 році в Австро-Угорщині, та була аматорською командою без помітних результатів на національному рівні. Команда була відновлена в 1919 році, та грала в румунських лігах до 1940 року, і після того, як Північна Трансільванія була передана Угорщині, команда зрештою вийшла до другого дивізіону Угорщини. Після Другої світової війни регіон був повернутий Румунії, і «Чиксереда» опускалась до нижчих ліг до 1971 року, коли вперше взяла участь у третьому дивізіоні Румунії.
Після падіння комунізму в 1989 році команда зіткнулася з фінансовими проблемами, та постійно переміщалася між третім та четвертим дивізіонами. «Чиксереда» навіть знялася з чемпіонату в 2000 році, але після десятиліття аматорських ліг відновилась у професійному статусі, та змогла вийти до другої ліги в кінці сезону 2018—2019 років.

## Історія

### Перші роки клубу між Угорщиною та Румунією (1904—1971)
Хоча історія футболу в М'єркуря-Чуку розпочалася ще в 1904 році, коли Трансільванія ще була частиною Австро-Угорщини, футбольний клуб міста був аматорським, без значних результатів на національному рівні. Клуб був перезаснований у 1919 році як професійний клуб під назвою «Asociația de Educație Fizică din Miercurea Ciuc», і став грати в лігах Румунського королівства, але наступні роки виявилися такими ж невдалими для «Секеїв», які не змогли досягти помітних результатів у румунських лігах.
У серпні 1940 року Угорське королівство анексувало Північну Трансільванію, включаючи М'єркуря-Чук, в результаті Другого Віденського арбітражу, і команда почала виступати в угорських лігах під угорською назвою «Csíkszeredai Testnevelési Egylet» (Асоціація фізичного виховання в Чиксереді). Протягом сезону 1943—1944 років клуб грав у третьому дивізіоні Угорщини, серії Секейської землі, де команда фінішувала останньою, п'ятою серед лише 5 команд. У наступному сезоні 1944—1945 років, «Чиксереда» грав у другій угорській лізі через розширення системи ліг, але чемпіонат був перерваний через наближення фронту під час Другої світової війни, і клуб «Чиксереда» більше ніколи не грав в угорських лігах, анексований регіон був окупований румунськими військами в 1944 році, та наприкінці війни повернутий Румунії.
У румунських лігах за нововстановленого комуністичного режиму життя секеїв було нелегким. Ще на своєму початку (до 1960 року) просталінський режим, намагаючись керувати країною через райони, заснував адміністративну одиницю під назвою Угорська автономна область. Репресивний режим розпочав примусову румунізацію, і особи угорської національності, а також секеї, часто були змушені змінювати своє ім'я на ім'я з румунським корінням. Серед випадків, коли футболісти угорської національності були змушені змінювати своє ім'я, найвідоміші такі: Йожеф Печовскі, який став «Йосифом Печовські», Лайош Сатмарі (Людовік Сетмертяну), Шандор Кулчар (Александру Кулчар), Імре Єней (Емерік Єней). Відсутність підтримки з боку режиму в поєднанні з низьким інтересом місцевого населення до футболу в місті, де головною розвагою був Хокей із шайбоюхокей та хокейник клуб «Чиксереда» (багаторазовий чемпіон Румунії), призвела до поганих або дуже слабких результатів футбольної команди, яка грала в аматорських лігах, четвертому дивізіоні, до 1971 року.

### Підйом до третього дивізіону (1971—1990)
Сезон 1971—1972 років був першим, у якому клуб грав у третьому дивізіоні, але клуб «М'єркуря-Чук», як тоді називалася команда, вибув, посівши тринадцяте місце з 14 команд. Лише один сезон клуб з М'єркуря-Чук провів у четвертому дивізіоні, перш ніж повернутися назад у кінці сезону 1972—1973 років. Далі було три сезони поспіль, у яких клуб досяг своїх найкращих результатів на той час: 1973—1974 роки — 5-те місце, 1974—1975 роки — 8-ме місце, та 1975—1976 роки — 15-те місце. Результат, отриманий в кінці попереднього сезону, приніс клубу черговий виліт, але «Чуканці» тепер відчули смак футболу вищого рівня, і після ще одного сезону, проведеному в четвертому, знову піднялися до третьої ліги.
Третій період «червоно-чорних» у третьому дивізіоні румунського футболу був довшим, спочатку під назвою «IUPS М'єркуря-Чук», за назвою головного спонсора, IUPS (Întreprinderea de Utilaje și Piese de Schimb), що перекладається як «Підприємство з виробництва машин та запасних частин», державному заводу часів комуністичного режиму (як і всі заводи того періоду). Водночас клуб посів 9-те місце в турнірній таблиці сезону 1977—1978 років. У 1978 році IUPS став дочірньою компанією «Uzina Tractorul Brașov» (головний румунський тракторний завод), і змінив свою назву на «Тракторул», футбольна команда наслідувала свого головного спонсора та змінила назву на «Тракторул М'єркуря-Чук». Протягом наступних 5 сезонів, у яких клуб з М'єркуря-Чук грав у третьому дивізіоні, були отримані такі результати: 1978—1979 роки — 7-ме місце, 1979—1980 роки — 14-те місце, 1980—1981 роки — 6-те місце, 1981—1982 роки — 7-ме місце, та 1982—1983 роки — 16-те місце.
«Секеї» повернулися до третьої ліги у 1988 році після п'ятирічної перерви, цього разу під назвою «Рапід М'єркуря-Чук». Сезон 1988—1989 років став історичним для «Рапіда», який посів 3-тє місце, одразу після «ІМАСА Сфинту Георге» та «Прогресул Одорхею Секуєск», перевершивши свій старий рекорд — 5-те місце наприкінці сезону 1973–74, а потім уникнувши вильоту в останню хвилину наприкінці сезону 1989—1990 років (14-те місце з 16 клубів). Румунська революція 1989 року не стала порятунком для клубу, який в останнє десятиліття свого існування спонсорувався режимом через тракторний завод.

### Злети та падіння, розпад та відродження (1990—2014)
1990-ті роки були бурхливим періодом для «Рапіда», як і для багатьох румунських клубів, який досить часто переходив між третім і четвертим рівнем румунського футболу. Клуб з М'єркуря-Чук розділив це десятиліття, провівши 5 років у третьому та 5 років у четвертому дивізіоні, з такими результатами: 1990—1991 — 7-ме місце, 1991—1992 — 5-те місце (вибув у кінці сезону), 1992—1993 — 1-е місце (повернувся до третього дивізіону), 1993—1994 — 17-е місце (вилетів), 1994—1995 — 2-е місце в четвертому дивізіоні, 1995—1996 — 1-е місце в четвертому дивізіоні, 1996—1997 — 1-ше місце (піднявся), 1997—1998 — 15-те місце (вилетів), 1998—1999 — 1-ше місце (піднявся), 1999—2000 — 15-е місце (вилетів).
Після десятиліття, сповненого злетів і падінь, клуб розпочав 2000-ті роки як команда, що щойно вилетіла з третьої ліги, але, як не дивно, клуб був включений до складу румунської третьої ліги на сезон 2000—2001 років. Улітку 2000 року через брак коштів «Рапід» вибув з турніру ще до початку сезону. Це фактично стало кінцем ери футболу з окружного центру Харгіти. Через брак коштів та через те, що вболівальники більше орієнтувалися на хокейну команду, найпопулярніший клуб повіту «Рапід» продовжував діяльність на межі існування, поки нарешті не зазнав краху. У 2010 році футбольний клуб було перезасновано, цього разу під назвою «ЧСМ М'єркуря-Чук», також відомий угорською як «ВСК Чиксереда», і після другого місця в кінці сезону 2010—2011 років, «Чуканці» виграли чемпіонат повіту Харгіта в кінці сезону 2011—2012 років, але програли плей-оф за підвищення до третьої ліги з рахунком 1–5 проти клубу «Фегераш», чемпіона повіту Брашов.
Улітку 2012 року клуб «ЧСМ М'єркуря-Чук» було перейменовано на «ФК М'єркуря-Чук», також відомий угорською мовою як «ФК Чиксереда». Під керівництвом колишнього гравця бухарестського «Рапіда» та клубу «Брашов» Роберта Ілієша, якого у 2013 році було призначено граючим головним тренером команди, «Секеї» знову виграли четверту лігу, серію Харгіта, але драматично програли плей-оф за підвищення, цього разу з рахунком 2–3 команді «Мурешул Лудуш», чемпіону повіту Муреш. Після перемоги в третьому поспіль сезоні четвертої ліги, серії Харгіта, «Чуканці» нарешті вийшли в третю лігу наприкінці сезону 2013—2014 років після перемоги з рахунком 2–0 над «АСФ Зернешть», чемпіоном повіту Брашов. Також у 2013 році клуб уклав партнерську угоду з клубом Угорського національного чемпіонату «Академія Пушкаша», і вони разом створили Футбольну академію Секейської землі.

### Золотий вік (з 2014 року)
На відміну від свого регіонального колеги, «Сепсі ОСК», яка послідовно піднімалася до першої ліги, клуб «Чиксереда» зіткнувся з деякими труднощами. Перший сезон, проведений у третьому дивізіоні після 14-річної перерви, команда завершила на шостому місці, а потім на п'ятому місці за підсумками сезону 2015—2016 років. Сезон 2016—2017 років приніс важливий результат: «червоно-чорні» посіли третє місце, повторивши свій найкращий результат, досягнутий у 1989 році, 28 років тому. Але цей виступ насправді став справжньою драмою, оскільки «М'єркуря-Чук» лідирував у турнірі до останнього туру, коли програв вдома з рахунком 0–1 команді «Штіїнца Мирослава». «Штіїнца Мирослава» також вийшла в другий дивізіон після того, як воротар клубу «Пашкань» забив гол на останній хвилині матчу проти «АФК Херман», ще одного претендента на підвищення. Після того, як «М'єркуря-Чук» втратив право на підвищення на відстані у 1 очко, він сповнений надії розпочав сезон 2017—2018 років, але цього разу втратив право на підвищення на відстані в 2 очки, проте посів друге місце, що стало найкращим результатом клубу за всю його попередню історію.
Влітку 2018 року Румунська футбольна федерація перевела команду з першої зони (регіон Молдова) до п'ятої зони (регіон Трансільванія). Навіть якщо деякі суперники вважали це перевагою, «М'єркуря-Чук/Чиксереда» провела важку боротьбу, але не проти «Мінаур Бая-Маре» чи клубу «Глорія» (неофіційний наступник «Глорії Бистриця»), які вважалися головними суперниками, а проти «Комуна Реча», що стало головним сюрпризом сезону. Зрештою, «червоно-чорні» вперше в історії 115-річного футболу в М'єркуря-Чук вийшли до другої ліги. У цьому сезоні клуб з лави запасних очолював Валентін Сучу, який також вивів «Сепсі ОСК» з четвертої до першої ліги. Сучу також привів команду до найкращого результату в Кубку Румунії, де вона вибула лише у чвертьфіналі від команди вищого дивізіону «Університатя» (Крайова), а перед цим вибила в 1/8 фіналу бухарестське «Динамо».
Хороший результат у Кубку Румунії приніс пресі інформацію про те, що разом з кількома іншими спонсорами, клуб «М'єркуря-Чук» («Чиксереда») отримує фінансування від уряду Угорщини, що спричинило скандал у Румунії. Однак сума в 3,2 мільйона євро, яка може подвоїтися, якщо будуть виконані умови контракту, має бути інвестована виключно в розвиток клубної інфраструктури та молодіжного сектору.

## Стадіон
Клуб проводить свої домашні матчі на муніципальному стадіоні в М'єркуря-Чук, який має місткість 1200 місць. Відкритий у першій половині ХХ століття, стадіон зазнав значного розширення та реконструкції між 2016 і 2017 роками, які спонсорував уряд Угорщини. Другу трибуну було додано у 2021—2022 роках, збільшивши загальну місткість до 4 тисяч місць.

## Підтримка
Клуб «Чиксереда» має багато вболівальників у М'єркуря-Чуку та особливо в повіті Харгіта. Навіть якщо клуб не має ультрас-групи, «червоно-чорні» користуються великою підтримкою місцевої громади, що створює захоплену атмосферу на домашніх матчах. Вболівальники клубу «Чиксереда» вважають вболівальників «Сепсі ОСК» («Секейський легіон») своїми союзниками, вболівальники обох команд мали можливість підтримувати одна одну під час важливих матчів. Під час матчів вони зазвичай піднімають прапори Секейської землі та Угорщини.

### Суперництво
Клуб «Чиксереда» не має багато принципових суперників, проте існує локальне, неінтенсивне суперництво проти клубу «АФК Одорхею Секуєск».